# Mystus bleekeri
Mystus bleekeri es una especie de peces de la familia Bagridae en el orden de los Siluriformes.

## Morfología
• Los machos pueden llegar alcanzar los 15,5 cm de longitud total.

## Distribución geográfica
Se encuentra en el Pakistán, la India, Bangladés, Nepal, Birmania, Bután e Indonesia.